# Palpopleura lucia
Palpopleura lucia е вид водно конче от семейство Libellulidae. Видът не е застрашен от изчезване.

## Разпространение
Разпространен е в Ангола, Бенин, Ботсвана, Буркина Фасо, Габон, Гамбия, Гана, Гвинея, Гвинея-Бисау, Демократична република Конго, Екваториална Гвинея, Етиопия, Замбия, Зимбабве, Камерун, Кения, Коморски острови, Кот д'Ивоар, Либерия, Мадагаскар, Малави, Мозамбик, Намибия, Нигерия, Сао Томе и Принсипи, Сенегал, Сиера Леоне, Сомалия, Танзания, Того, Уганда, Централноафриканска република, Южен Судан и Южна Африка.